# カウシア
カウシア（古代ギリシア語: καυσία, 英語: kausia）は、マケドニアの平らな帽子である。

## 背景
カウシアはヘレニズム時代に着用されたが、おそらくアレクサンドロス3世（アレキサンダー大王）の時代よりも前であり、後にローマの貧困層によって日除けとして使用された。
カウシアの描写は、地中海からグレコ・バクトリア王国、インダス北西部のインド・グリーク朝に至るまで、さまざまな硬貨や彫像に見られる。古代ペルシア語で書かれたベヒストゥン碑文によると、アケメネス朝ペルシアの人々は、古代マケドニア人と残りの古代ギリシア人の両方を「ヤウナ（Yauna）」と呼んだが、これはイオニア（Ionian）の民族名をペルシア風に読んだ言葉で、「海辺のヤウナ」と「盾に似た帽子をかぶった者（yauna takabara）」とを区別した。そして、おそらくその帽子とはマケドニアのカウシアを指していた。
ボニー・キングスレーによれば、カウシアはアレクサンドロス3世とインダスでの彼の東方遠征の退役軍人が着用した戦闘用帽子として地中海に入ってきた可能性があるが、エルンスト・フレドリクスマイヤーによると、カウシアはアジアからマケドニアに持ち込まれたとすれば、マケドニアの持ち衣装の定番として確立されすぎていたのだという。
この帽子の現代の後継は、 パキスタン、アフガニスタン、ジャンムー・カシミール連邦直轄領などでよく着用される、非常に似た男性用帽子パコールかもしれない。

## ギャラリー

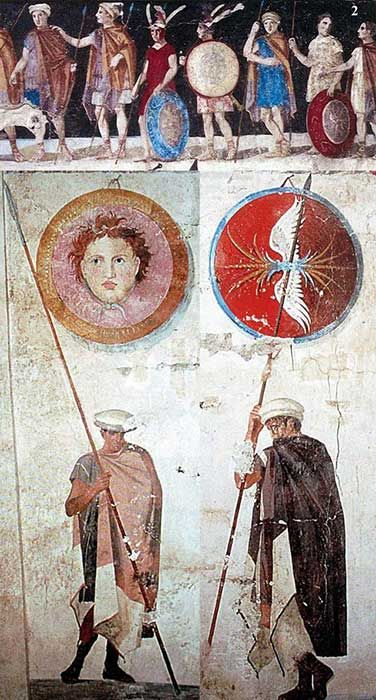
カウシアを被る古代マケドニアの兵士、ギリシアのテッサロニキ県のアギオス・アタナシオス（英語版）の墓から出土、紀元前4世（アレクサンドロス3世によるインダス侵攻前）
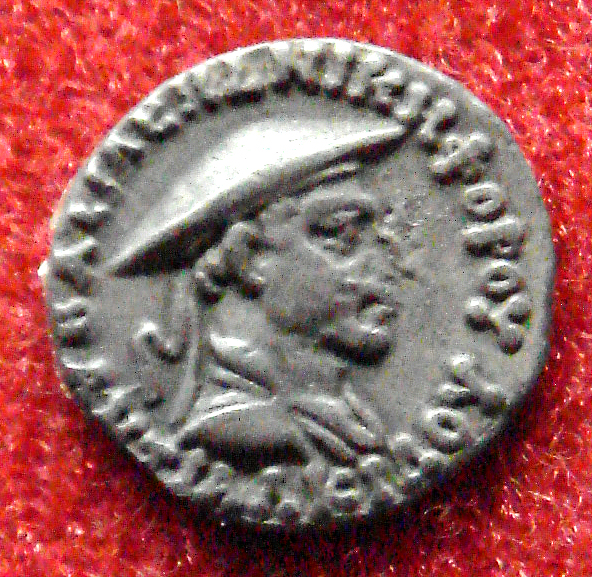
カウシアを被ったインド・グリーク朝の王アンティアルキダス（英語版）が描かれたコイン、 貨幣博物館展示